# Grobari

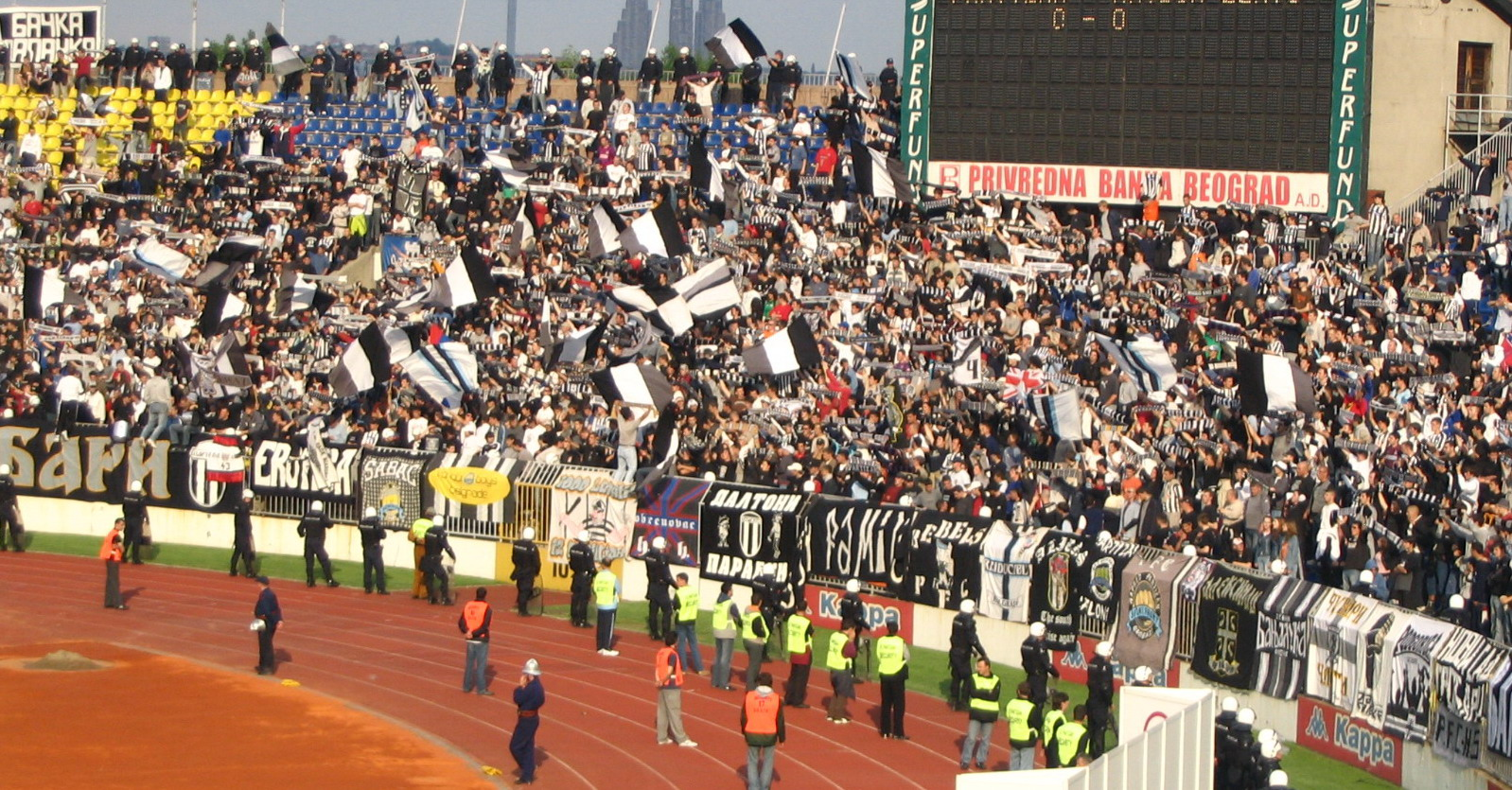
A Grobari ünnepli a Partizan 19. bajnoki címét 2005-ben

Grobari (szerbül: Гробари, angolul: Gravediggers vagy Undertakers, magyarul: Sírásók) egy szervezett szurkolói csoport, akik a szerb Partizan Belgrád csapatáért szorítanak. Egyike a két legnagyobb szerb szurkolói csoportnak, és Délkelet-Európában is előkelő helyet foglalnak el létszámukat tekintve. Általában minden csapatnak szurkolnak, akik hozzátartoznak a  Partizan Sports Society-hez, és legtöbbször fekete-fehér öltözetet viselnek, amelyek a klub színei is egyben.
Manapság három fő csoportosulásról beszélhetünk a Grobarin belül : Južni Front, Grobari 1970 és Zabranjeni. Mellettük sok kisebb csoportot is számon tartanak: Koalicija, Ofanziva, Fontana, Grobari Kaluđerica, Alcatraz, Erotica, Grobari Padinjak, Vandal Boys, Udar, Grobari Trebinje, Niški kartel, Grobari Beograd, Zemunci, Čuvari časti, Grobari Beograd, South Family, 40+, Grobari Umčari, Grobari Vukovar, Grobari Nikšić, Head Hunters, Irriducibili Belgrado, Shadows, Extreme Boys, Young Boys, Kontra, Grobari Kosmet, Grobari Makedonija, Grobari Kratovo stb.
A csoport tradicionálisan jó kapcsolatot ápol a görög PAOK szurkolóival (GATE 4). Ezen kívül jó a viszonyuk a bolgár CSZKA Szófia, az orosz CSZKA Moszkva, a román Steaua Bukarest és a portugál Sporting szurkolóival is.

## Történelem
Az első szervezett Partizan szurkolói csoportok az 1950-es évek végén látogattak ki a JNA Stadionba. Ezen csoportok tagjai főként fiatal belgrádi férfiak voltak, akik megszállták a stadion déli oldalát. Azokban az időkben a szurkolás a hangos éneklésben, a bírók és az ellenfél szidásában merült ki.
A Partizan 1966-os BEK-döntőben való részvétele magára vonta a stadionban lévő többi szurkoló figyelmét is, és ettől kezdve gyülekeznek a déli oldalon, ami a mai napig a törzshelyüknek számít. A nevüket 1970-ben kapták, és a következő évtizedben egész Európában elkezdték használni a különböző kiegészítőket (zászlók, transzparensek, pirotechnikai eszközök, sálak), amelyek egy teljesen új aspektusba helyezték a szurkolást.
Az 1980-as években a Grobari volt az egyik legjobban szervezett és a legnagyobb létszámú szurkolói csoport Jugoszláviában, és ettől az időszaktól kezdődően van jelen a csoport minden Partizan mérkőzésen, legyen szó bajnokiról, vagy európai kupamérkőzésről. A Grobari kifejezetten huligánok csoportjaiból állt, gyakran köthető ebből az időszakból több hírhedt esemény a nevükhöz. 1987-ben Kanadában alapítottak hivatalos csoportot Grobari Canada 1987 néven. A 2012-13-as szerb bajnoki idény egyik fordulójában, 2013. március 3-án a Donji Srem elleni bajnokin Spomenko Gostić boszniai háborús hőst éltették.

### Južni front
1999-ben szakadás történt a Grobarin belül, egy újonnan alakult szurkolói csoport, a Južni Front (Déli Front) a Grobari alapítói közül számos embert maga mellett tudva kivált a csoportból. Elsősorban a Partizan klubvezetésén belül történt és feltételezett pénzügyi visszaélések ellen emeltek hangot. Több száz, az újonnan alakult csoportba belépő szurkoló elhagyta a stadion déli oldalát és az északi lelátón foglalt helyet, megbontva a Grobari egységét. A két szurkolói csoport célja egy és ugyanaz volt, így az ellentétek megbeszélése után, 2005-ben egyezségre jutottak. Az Az 1990-es évektől kezdődően minden Grobari szurkolói csoport hivatalos kabalaállata egy dühösnek látszó buldog volt.  

### Bojkott (2005-2007)

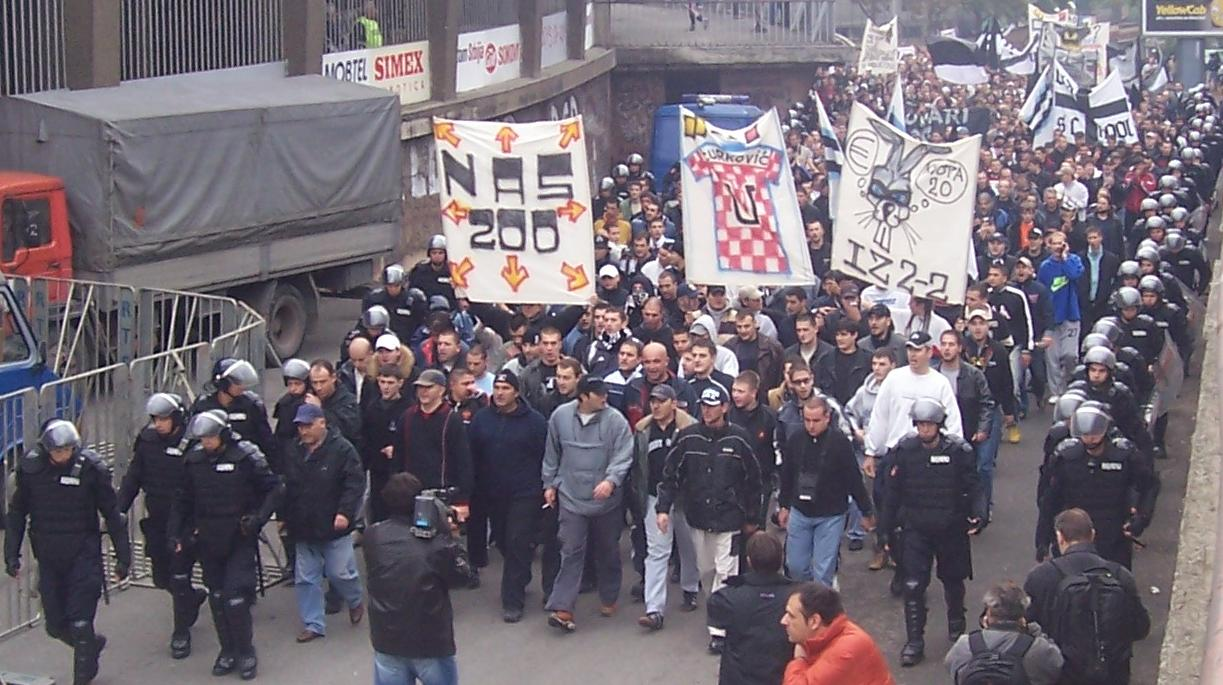
A Grobari tiltakozása a Partizan stadionnál 2005-ben

a 2005-2006-os szezonban a Partizan búcsúzott a Bajnokok Ligájából és az UEFA-kupa selejtezőjéből is kiesett, ráadásul a szerb kupából egy harmadosztályú ellenféllel szemben maradtak alul és a bajnokságban se álltak jól, ezért Grobari teljes bojkottot hirdetett a Partizan meccseire. 2005-ben néhány ezer szurkoló gyűlt össze a stadion előtt, és nyilvánosan azzal vádolták a sportvezetőt, Nenad Bjeković-ot és a főtitkárt, Žarko Zečević-et, hogy jelentős pénzeket csúsztatnak a saját zsebükbe a klub költségvetéséből. Ebből az alkalomból néhány korábbi esetre is emlékeztették a vezetőséget.
Követelték a klub vezetőinek lemondását, csak ebben az esetben térnek vissza a lelátókra. Októberben megismételték a tüntetést a nemzeti színház előtt, ahol a Partizan hivatalosan is ünnepelte a 60. évfordulóját. Mindkét tradicionális derbit, amelyet a Crvena zvezda ellen játszottak, szervezett szurkolás nélkül rendeztek meg hazai oldalról. Ezeken a meccseken egy negatív rekordot is sikerült felállítani, ugyanis a rivális is bojkottálta a mérkőzést (más okok miatt), így a szokásos több tízezer ember helyett csupán pár ezren látogattak ki a derbire.
Miután néhány változás történt a klubnál, a Grobari beszüntette a bojkottot. 2007. május 26-án visszatértek a stadionba, ahol a csapat legyőzte az FK Mladostot egy szerb bajnokin. Ennek ellenére folytatták a szóbeli inzultálást a sportigazgató és a főtitkár ellen.
Az év végére Bjeković és Zečević is lemondott a posztjáról.

### 2007-08 kitiltva Európából
A Partizant diszkvalifikálták a 2007-08-as szezonban az UEFA-kupából a Zrinjski Mostar ellen elkövetett atrocitások miatt. A Grobari számos szurkolója utazott el Mostarba, ahol összecsaptak a rendőrökkel, illetve a Zrinjski szurkolókkal. Összesítésben 11-1 arányban győztek és jutottak volna tovább a belgrádiak.

### Szakadás
2011 augusztusának végén szakadás történt a Grobari csoportjai között. Megalakult a Zabranjeni, akik azzal vádolták a klub elnökségét, hogy megtagadták tőlük a mérkőzések látogatásának jogát, illetve megalakult a csendesebb, több más sporteseményt, így jégkorong és női kosárlabda mérkőzéseket  is látogató Alcatraz. Utóbbi csoportosulás a Partizan futballmérkőzéseit is látogatta 2012 szeptemberétől, igaz a Grobarinál jóval kisebb létszámmal képviseltetve magát. 

## Híres szurkolók
Híres személyek, akik a Grobari tagjai, illetve a Partizan Belgrád szurkolói:Milorad Dodik, a volt szerb miniszterelnök Ivica Dačić, Montenegrin opposition leader Nebojša Medojević,a teniszező Ana Ivanović és Viktor Troicki, az úszó Velimir Stjepanovic, Milorad Čavić, a kosárlabdázó Dejan Bodiroga, Sasha Vujačić, az atléta Milica Mandić és Asmir Kolašinac, filmmakers Srdan Golubovic, Emir Kusturica, Boris Malagurski, Srđan Dragojević, Marko Novaković és Dušan Kovačević, writers Duško Radović, Dragoslav Mihailovic, Branislav Crnčević, Brana Petrović, Filip David, Danilo Kiš, Borislav Mihajlović - Mihiz és Prvoslav Vujčić, Božo Koprivica; actors Mija Aleksić, Rade Šerbedžija, Bora Todorović, Dragan Bjelogrlić, Sergej Trifunović, Zoran Cvijanović, Bogdan Diklić, Katarina Radivojević, Lazar Ristovski, Branislav Lečić, glamour model Jenna Jenovich az énekes Cane Kostić, Nele Karajlić, Dragoljub Đuričić and Eddy Grant.

## Külső hivatkozások
- juznifront.com
- izaberipartizan.com
- partizan.net
- volimpartizan.com